# دن فوکوس
دن فوکوس (انگلیسی: Dan Fawcus؛ 1858 – ۱۹۲۵ (۶۶−۶۷ سال)) بازیکن فوتبال اهل پادشاهی متحد بریتانیای کبیر و ایرلند بود.
از باشگاه‌هایی که در آن بازی کرده‌است می‌توان به باشگاه فوتبال جنوآ اشاره کرد.